# Saint-André-le-Coq
Saint-André-le-Coq település Franciaországban, Puy-de-Dôme megyében. Lakosainak száma 554 fő (2022. január 1.). Saint-André-le-Coq Luzillat, Maringues, Saint-Clément-de-Régnat, Saint-Denis-Combarnazat, Saint-Ignat, Surat és Thuret községekkel határos.

## Népesség
A település népessége az elmúlt években az alábbi módon változott:
| Lakosok száma | 528  | 522  | 532  | 526  | 528  | 529  | 535  | 536  | 554  |
|               | 2013 | 2015 | 2016 | 2017 | 2018 | 2019 | 2020 | 2021 | 2022 |